# CLDN20
CLDN20‏ (Claudin 20) هوَ بروتين يُشَفر بواسطة جين CLDN20 في الإنسان.